# 永山玲奈
永山玲奈（ながやま れな）は日本の金融官僚。

## 来歴
桜蔭高等学校から東京大学文科一類に入学。東京大学法学部在学中に国家公務員一種試験（法律区分）に合格。東大法学部卒業。2003年 金融庁入庁。監督局総務課。不良債権問題への対応をしていた。2004年 金融庁監督局銀行第一課。メガバンクを監督。世間の注目を集める事案が突発的に発生することも多く、その際には迅速かつ的確な対応が求められ、こうした緊張感の中に、主要行が経済全体に与える影響の大きさや、日本の金融システムの大きな流れをひしひしと感じると述べている。2009年 財務省大臣官房政策金融課長補佐。政策金融の在り方を検討した。2013年 金融庁総務企画局総務課兼総務企画局政策課。採用などを担当。2016年 外務省経済協力開発機構（OECD）日本政府代表部一等書記官。2019年7月 金融庁企画市場局市場課市場企画管理官。

## 略歴
- 2003年4月：金融庁入庁。監督局総務課。
- 2004年：金融庁監督局銀行第一課。
- 2005年：米国留学。
- 2007年7月：金融庁総務企画局総務課国際室国際企画係長 兼 金融庁総務企画局総務課国際室国際機構係長[4]。
- 2009年：財務省大臣官房政策金融課長補佐。
- 2012年：金融庁総務企画局銀行第一課長補佐。
- 2013年：金融庁総務企画局総務課 兼 総務企画局政策課。
- 2014年7月：金融庁総務企画局政策課長補佐（税制一）[5]。
- 2015年：育児休暇。
- 2016年：外務省経済協力開発機構（OECD）日本政府代表部一等書記官。
- 2019年7月：金融庁企画市場局市場課市場企画管理官。
- 2023年7月：金融庁総合政策局国際室長。
- 2024年7月：金融庁総合政策局参事官兼監督局資産運用参事官。
- 2025年7月：金融庁監督局資産運用課長。